# 纳克 (莱茵兰-普法尔茨州)
纳克是德国莱茵兰-普法尔茨州的一个市镇。总面积5.56平方公里，总人口636人，其中男性315人，女性321人（2011年12月31日），人口密度114人/平方公里。